# Перово (платформа)
Перо́во (до 1949 года — Перо фин. Pero) — ликвидированная железнодорожная станция на линии Выборг — Вещево Октябрьской железной дороги.

## История
Станция Перо была построена в 1926—1928 годах на 8 километре линии Выборг — Эуряпяя на землях деревни Суур-Перо, возле гвоздильного завода и предназначалась для его обслуживания. На станции был построен вокзал по проекту Туре Хелльстрёма, аналогичные вокзалы были на станциях Пилппула, Ристсеппяля и Каукила на этой линии, а также на некоторых других станциях финских железных дорог; этот вокзал отличался от остальных построенных по тому же проекту зеркальным расположением флигеля-пакгауза. Станция имела три пути, с обратной стороны к станционному зданию подходил узкоколейный путь от гвоздильного завода; возле дальнего пути была сооружена железобетонная погрузочная эстакада.
В ходе боёв Зимней войны станция серьёзно пострадала, вокзал сгорел. Осенью 1941 года финские власти выстроили взамен сгоревшему временное здание вокзала, в 1942 — постоянное. В 1944 году станция со всей территорией Карельского перешейка перешла СССР и была передана Октябрьской железной дороге. В 1949 году путевое развитие станции было разобрано с преобразованием её в остановочный пункт, получивший название Перово.
На 1981 год на остановочном пункте производилась продажа билетов на пригородные поезда без выполнения багажных операций.
1 апреля 2009 года пригородное движение по линии на Вещево было закрыто, с этого момента остановочный пункт был заброшен. В 2012 году рельсовое полотно было разобрано, вокзал станции сохранился в качестве жилого дома.

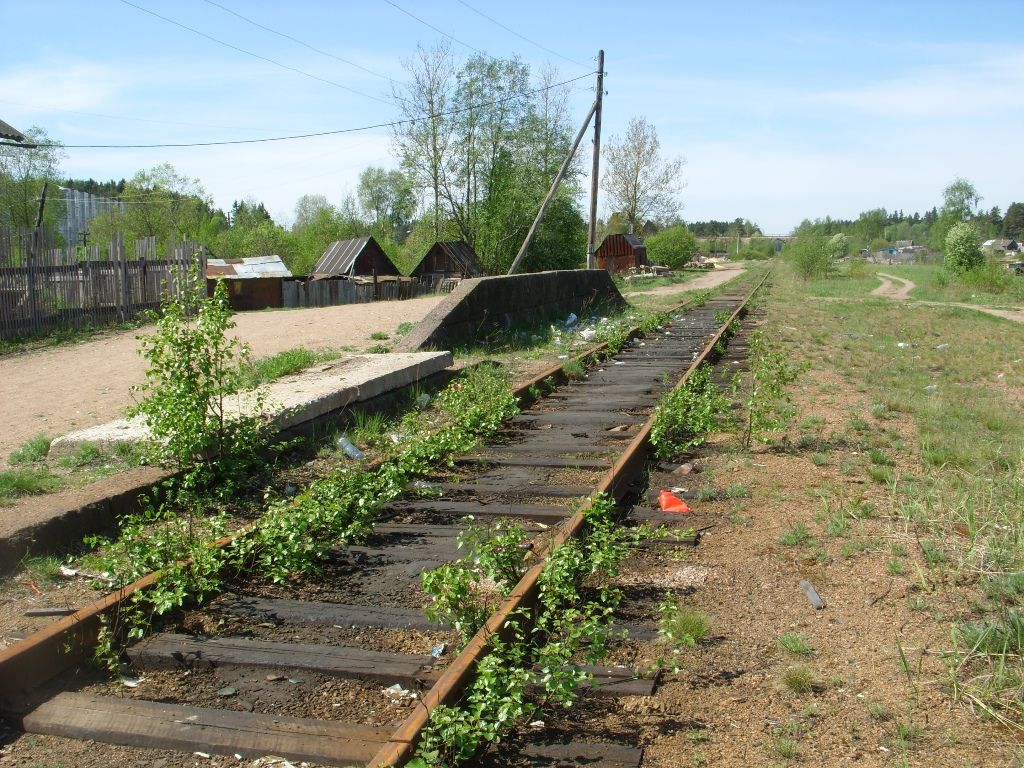
Платформа
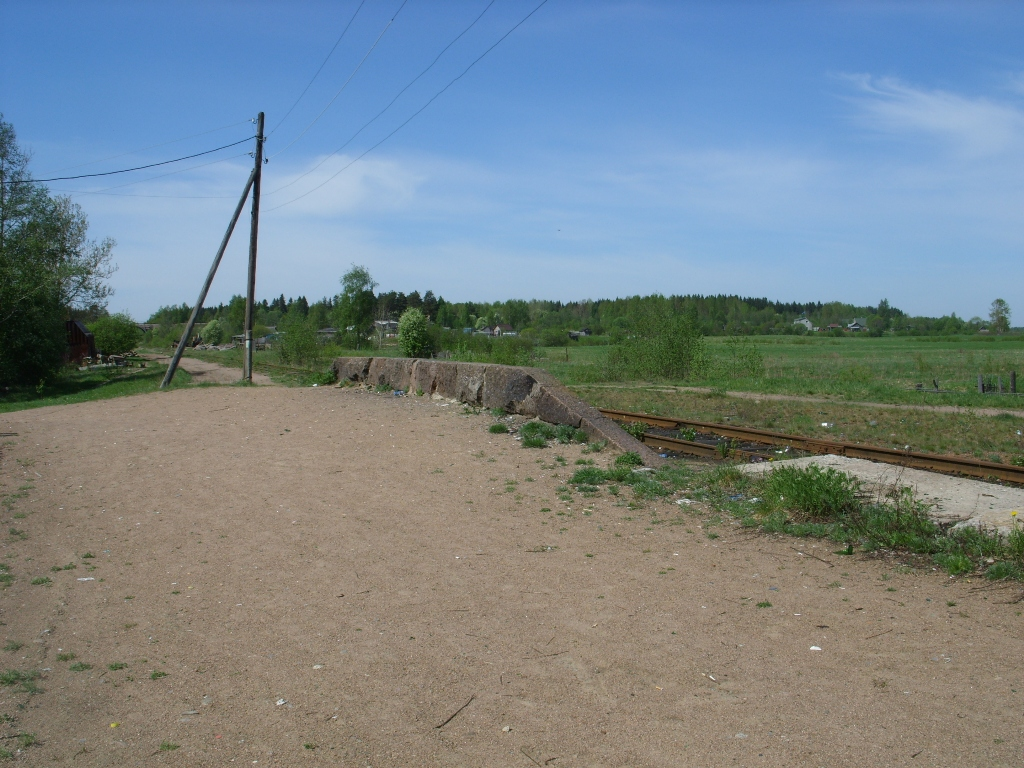
Платформа